# فيراكربت
VeraCrypt هي أداة مساعدة مجانية ومفتوحة المصدر للتشفير الفوري (OTFE). يمكن للبرنامج إنشاء قرص مشفر افتراضي يعمل تمامًا مثل القرص العادي ولكن داخل ملف. يمكنه أيضًا تشفير قسم أو (في Windows) جهاز التخزين بأكمله باستخدام مصادقة ما قبل التمهيد.
VeraCrypt هو شوكة من مشروع TrueCrypt المتوقف. أُصدر لأول مرة في 22 يونيو 2013. نُفذت العديد من التحسينات الأمنية وعُلجت المخاوف المتعلقة بعمليات تدقيق كود TrueCrypt. يتضمن VeraCrypt تحسينات لوظائف التجزئة والتشفير الأصلية، مما يعزز الأداء على وحدات المعالجة المركزية الحديثة.

## مخطط التشفير
يستخدم VeraCrypt تقنيات التشفير AES و Serpent و Twofish و Camellia و Kuznyechik. توقفت النسخة 1.19 عن استخدام شفرة Magma استجابةً لمراجعة أمنية. لمزيد من الأمان، تتوفر عشرة مجموعات مختلفة من الخوارزميات المتتالية:
- AES–تو فيش
- AES-Twofish-Serpent
- كاميليا-كوزنيتشيك
- كاميليا-ثعبان
- كوزنيتشيك-AES
- كوزنيتشيك-الثعبان-كاميليا
- كوزنيتشيك-تووفيش
- ثعبان-AES
- ثعبان - سمكتان - AES
- سمكتان-ثعبان

وظائف التجزئة التشفيرية المتاحة للاستخدام في VeraCrypt هي BLAKE2s-256 و SHA-256 وSHA-512 و Streebog و Whirlpool. كان لدى VeraCrypt دعم لـ RIPEMD-160 ولكن أُزيل منذ ذلك الحين في الإصدار 1.26.
طريقة تشغيل التشفير الكتلي لبرنامج VeraCrypt هي XTS. يقوم بإنشاء مفتاح الرأس ومفتاح الرأس الثانوي (وضع XTS) باستخدام PBKDF2 مع ملح 512 بت. بشكل افتراضي، تمر هذه العمليات عبر 200000 إلى 500000 تكرار، اعتمادًا على دالة التجزئة الأساسية المستخدمة وما إذا كان تشفيرًا للنظام أم غير نظامي. يمكن للمستخدم تخصيصه ليبدأ من 2048 و16000 على التوالي.

### تدقيق VeraCrypt
أجرى QuarksLab عملية تدقيق للإصدار 1.18 نيابة عن صندوق تحسين تكنولوجيا المصدر المفتوح (OSTIF)، والتي استغرقت 32 يوم عمل. نشر المراجع النتائج في 17 أكتوبر 2016. في نفس اليوم، أصدرت IDRIX الإصدار 1.19، الذي حل الثغرات الرئيسية التي تم تحديدها في التدقيق.
أجرى معهد فراونهوفر لتكنولوجيا المعلومات الآمنة (SIT) تدقيقًا آخر في عام 2020، بناءً على طلب من المكتب الفيدرالي الألماني لأمن المعلومات (BSI)، ونشر النتائج في أكتوبر 2020.

## احتياطات أمنية
هناك عدة أنواع من الهجمات التي تكون جميع برامج تشفير الأقراص المعتمدة عليها عرضة لها. كما هو الحال مع TrueCrypt، فإن وثائق VeraCrypt ترشد المستخدمين إلى اتباع احتياطات أمنية مختلفة للتخفيف من حدة هذه الهجمات، والتي فُصلت العديد منها أدناه.

### مفاتيح التشفير المخزنة في الذاكرة

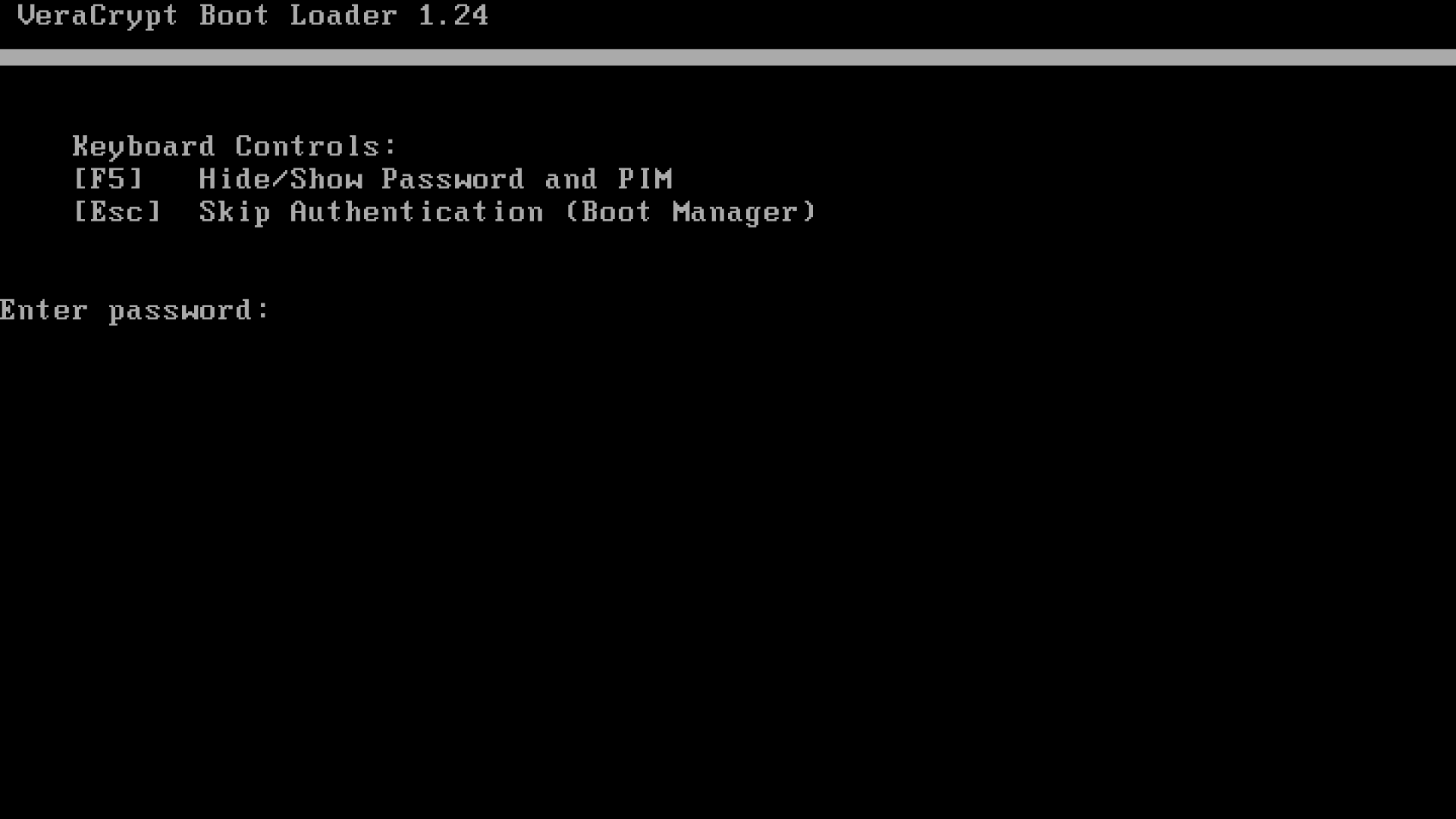
أداة تحميل التمهيد VeraCrypt

يقوم برنامج VeraCrypt بتخزين مفاتيحه في ذاكرة الوصول العشوائي (RAM)؛ وفي بعض أجهزة الكمبيوتر الشخصية، تحتفظ ذاكرة DRAM بمحتوياتها لعدة ثوانٍ بعد انقطاع التيار الكهربائي (أو لفترة أطول إذا انخفضت درجة الحرارة). حتى لو كان هناك بعض التدهور في محتويات الذاكرة، فمن الممكن أن تتمكن خوارزميات مختلفة من استعادة المفاتيح. أُستخدمت هذه الطريقة، المعروفة باسم هجوم التمهيد البارد (الذي ينطبق بشكل خاص على أجهزة الكمبيوتر المحمولة التي حُصل عليها أثناء التشغيل أو الإيقاف المؤقت أو قفل الشاشة)، بنجاح لمهاجمة نظام ملفات محمي بواسطة إصدارات TrueCrypt 4.3a و5.0a في عام 2008. مع الإصدار 1.24، أضاف VeraCrypt خيار تشفير مفاتيح RAM وكلمات المرور على إصدارات x64 من Windows، مع تكلفة وحدة المعالجة المركزية أقل من 10%، وخيار مسح جميع مفاتيح التشفير من الذاكرة عند توصيل جهاز جديد.

### اجهزة مُتلاعب بها
تشير وثائق VeraCrypt إلى أن VeraCrypt غير قادر على تأمين البيانات على جهاز الكمبيوتر إذا قام أحد المهاجمين بالوصول إليها فعليًا ثم أُستخدم VeraCrypt على جهاز الكمبيوتر المخترق من قبل المستخدم مرة أخرى. لا يؤثر هذا على الحالة الشائعة المتمثلة في سرقة أو فقدان أو مصادرة جهاز كمبيوتر. يمكن للمهاجم الذي لديه إمكانية الوصول المادي إلى جهاز كمبيوتر، على سبيل المثال، تثبيت برنامج تسجيل مفاتيح للأجهزة أو البرامج، أو جهاز إدارة ناقل يلتقط الذاكرة أو تثبيت أي أجهزة أو برامج ضارة أخرى، مما يسمح للمهاجم بالتقاط بيانات غير مشفرة (بما في ذلك مفاتيح التشفير وكلمات المرور) أو فك تشفير البيانات المشفرة باستخدام كلمات المرور أو مفاتيح التشفير الملتقطة. لذلك، فإن الأمن المادي هو أساس النظام الآمن.
صُممت بعض أنواع البرامج الضارة لتسجيل ضغطات المفاتيح، بما في ذلك كلمات المرور المكتوبة، والتي قد تُرسل بعد ذلك إلى المهاجم عبر الإنترنت أو حفظها على محرك محلي غير مشفر حيث قد يتمكن المهاجم من قراءتها لاحقًا، عندما يتمكن من الوصول الفعلي إلى الكمبيوتر.

### وحدة المنصة الموثوقة
لا يستفيد VeraCrypt من Trusted Platform Module (TPM). يكرر قسم الأسئلة الشائعة الخاص بـ VeraCrypt الرأي السلبي لمطوري TrueCrypt الأصليين حرفيًا. كان مطورو TrueCrypt من الرأي أن الغرض الحصري لـ TPM هو "الحماية من الهجمات التي تتطلب من المهاجم أن يكون لديه امتيازات المسؤول، أو الوصول الفعلي إلى الكمبيوتر". يمكن للمهاجم الذي لديه حق الوصول المادي أو الإداري إلى جهاز كمبيوتر التحايل على TPM، على سبيل المثال، عن طريق تثبيت مسجل ضغطات المفاتيح للأجهزة، أو عن طريق إعادة تعيين TPM، أو عن طريق التقاط محتويات الذاكرة واسترداد المفاتيح الصادرة عن TPM. ويذهب النص المدان إلى حد الادعاء بأن TPM زائدة عن الحاجة تمامًا.
من الصحيح أنه بعد تحقيق الوصول المادي غير المقيد أو الامتيازات الإدارية، فإن الأمر لا يعدو أن يكون مسألة وقت قبل تجاوز تدابير الأمان الأخرى الموضوعة. ومع ذلك، فإن إيقاف المهاجم الذي يمتلك امتيازات إدارية لم يكن أبدًا أحد أهداف TPM. (انظر وحدة النظام الأساسي الموثوقة § Usesومع ذلك، قد وحدة النظام الأساسي الموثوقة § Uses TPM إلى تقليل معدل نجاح هجوم التمهيد البارد الموصوف أعلاه. من المعروف أيضًا أن TPM عرضة لهجمات SPI.

## الإنكار المعقول
كما هو الحال مع سابقتها TrueCrypt ، يدعم VeraCrypt إمكانية الإنكار المعقول من خلال السماح بإنشاء "مجلد مخفي" واحد داخل مجلد آخر. يمكن لإصدارات Windows من VeraCrypt إنشاء وتشغيل نظام تشغيل مشفر مخفي قد يُرفض وجوده. تسرد وثائق VeraCrypt الطرق التي قد تُخترق ميزات إنكار وحدة التخزين المخفية (على سبيل المثال، بواسطة برامج الطرف الثالث التي قد تسرب المعلومات من خلال الملفات المؤقتة أو عبر الصور المصغرة) والطرق الممكنة لتجنب ذلك.

## أداء
يدعم VeraCrypt التوازي:63التشفير للأنظمة متعددة النواة. في Microsoft Windows، عمليات القراءة والكتابة المنسقة (شكل من أشكال المعالجة غير المتزامنة):63لتقليل تأثير التشفير وفك التشفير على الأداء. في المعالجات التي تدعم مجموعة تعليمات AES-NI، يدعم VeraCrypt AES المعجل بالأجهزة لتحسين الأداء بشكل أكبر. :64في وحدات المعالجة المركزية ذات 64 بت، يستخدم VeraCrypt تنفيذ التجميع الأمثل لـ Twofish وSerpent وCamellia.

## الترخيص ونموذج المصدر
قُسم VeraCrypt من مشروع TrueCrypt الذي أُوقف منذ ذلك الحين في عام 2013، وكان يحتوي في الأصل على معظم كود TrueCrypt الذي صُدر بموجب ترخيص TrueCrypt 3.0. على مدى السنوات التي تلت ذلك، أُعيد كتابة المزيد والمزيد من كود VeraCrypt وإصداره بموجب ترخيص Apache 2.0 المتساهل.
يُعتبر ترخيص TrueCrypt بشكل عام متاحًا للمصدر ولكنه ليس مجانيًا ومفتوح المصدر. يُعتبر ترخيص Apache عالميًا مجانيًا ومفتوح المصدر. يعتبر ترخيص VeraCrypt المختلط مجانيًا ومفتوح المصدر على نطاق واسع ولكن ليس عالميًا.
في 28 مايو 2014، توقف تطوير TrueCrypt في ظل ظروف غير عادية، ولا توجد طريقة للاتصال بالمطورين السابقين.
يعتبر VeraCrypt مجانيًا ومفتوح المصدر من خلال:
- عالم الكمبيوتر[43]
- تكسبوت[44]
- صندوق تحسين تكنولوجيا المصدر المفتوح التابع لـ DuckDuckGo[45]
- سورس فورج
- صندوق التكنولوجيا المفتوحة[46]
- فوشوب
- opensource.com[47]
- فوسمينت[48]

لا يُعتبر VeraCrypt برنامجًا مجانيًا ومفتوح المصدر من خلال:
- ديبيان[49]
- أعرب بعض أعضاء مبادرة المصدر المفتوح، بما في ذلك المدير،[50] عن قلقهم بشأن إصدار أقدم من ترخيص TrueCrypt، ولكن OSI نفسها لم تنشر قرارًا بشأن TrueCrypt أو VeraCrypt.
- قررت مؤسسة البرمجيات الحرة أن ترخيص TrueCrypt غير مجاني. لم تنشر مؤسسة البرمجيات الحرة قرارًا بشأن ترخيص VeraCrypt.

معظم هذه المشاكل ترجع إلى عدم وجود تراخيص مدعومة أو معتمدة لبرنامجي Veracrypt و Truecrypt. على سبيل المثال، لا تتسامح مؤسسة البرمجيات الحرة مع التراخيص التي تفرض التزامات على المستخدم النهائي لتنفيذ البرنامج وبالتالي تتعارض مع تعريف البرمجيات الحرة. تعتبر Debian جميع البرامج التي لا تتوافق مع إرشادات DFSG غير حرة.

## القضايا القانونية
في قضية الولايات المتحدة ضد بيرنز، كان لدى المدعى عليه ثلاثة محركات أقراص صلبة، الأول عبارة عن قسم نظام والذي تبين لاحقًا أنه يحتوي على مخابئ لصور إباحية أطفال محذوفة ودليل لكيفية استخدام VeraCrypt، وكان الثاني مشفرًا، والثالث يحتوي على ملفات موسيقية متنوعة. ورغم اعتراف المتهم بوجود صور إباحية للأطفال على القرص الصلب الثاني الخاص به، إلا أنه رفض إعطاء كلمة المرور للسلطات. وعلى الرغم من البحث عن أدلة على كلمات المرور المستخدمة سابقًا على محرك الأقراص الأول، والاستفسارات لمكتب التحقيقات الفيدرالي عن أي نقاط ضعف في برنامج VeraCrypt التي يمكن استخدامها للوصول إلى قسم محرك الأقراص، ومحاولة اختراق القسم بالقوة باستخدام مجموعة الأحرف الأبجدية الرقمية ككلمات مرور محتملة، لم يتمكن المكتب من الوصول إلى القسم. ونتيجة لاعتراف المتهم بوجود صور إباحية للأطفال على محرك الأقراص المشفر، تقدمت النيابة العامة بطلب لإجبار المتهم على إعطاء كلمة المرور بموجب مبدأ الاستنتاج المسبق في قانون جميع الأوامر.
في عملية بحث في شقة متهم في كاليفورنيا بتهمة الوصول إلى صور إباحية للأطفال، عُثر على محرك أقراص VeraCrypt يزيد حجمه عن 900 جيجابايت كمحرك أقراص ثابت خارجي. أُستدعي مكتب التحقيقات الفيدرالي لمساعدة سلطات إنفاذ القانون المحلية، لكن مكتب التحقيقات الفيدرالي ادعى أنه لم يجد أي نقطة ضعف في برنامج VeraCrypt. كما نفى مكتب التحقيقات الفيدرالي وجود باب خلفي داخل برنامج VeraCrypt. وتبين لاحقًا أن مشتبهًا به آخر قام بتدريب المتهم على استخدام التشفير لإخفاء صوره ومقاطع الفيديو الإباحية للأطفال. وبما أن المتهم اعترف بوجود صور إباحية للأطفال على محرك الأقراص كنسخة احتياطية على أي حال وسجلات الدردشة المتعلقة بالمشتبه به الآخر الذي يعلم المتهم كيفية استخدام VeraCrypt، فقد أُستخدم مبدأ الاستنتاج المسبق مرة أخرى.

## روابط خارجية
- VeraCrypt 1.18 Security Assessment

قالب:Cryptographic software